# 四街道市立栗山小学校
四街道市立栗山小学校（よつかいどうしりつ くりやましょうがっこう）は、千葉県四街道市つくし座三丁目にある、公立小学校。学校の東側をJR総武本線が走っている。通称：「栗小（くりしょう）」

## 沿革
- 1980年 新設。中央小学校から生徒の一部が移る。

## 学区
栗山の一部、鹿渡の一部、さちが丘1丁目、さちが丘2丁目、つくし座1丁目、つくし座2丁目、つくし座3丁目、内黒田の一部

## 周辺の施設
- 四街道市役所
- 四街道市立図書館
- 千葉県立千葉盲学校
- 四街道市立中央小学校
- くりやま幼稚園
- 四街道さくら病院
- エービン薬局四街道大日店
- 四街道市立四街道北中学校
- みどりがおか幼稚園
- 医療法人社団威風会栗山中央病院